# Médecine expérimentale
La médecine expérimentale (ou médecine scientifique) désigne une connaissance médicale fondée sur la méthode expérimentale.

## Histoire
Le physiologiste français Claude Bernard est le premier théoricien de la médecine expérimentale qu'il a pratiquée avec succès tout au long de carrière. Son Introduction à l'étude de la médecine expérimentale, parue en 1865, en expose les principes théoriques et en fait la promotion. Bernard élabore la médecine expérimentale notamment à partir du positivisme d'Auguste Comte, qui prévaut dans la philosophie française de la seconde moitié du XIXe siècle.
À la fin du XIXe siècle et au début du XIXe siècle, la médecine scientifique connaît un essor important grâce à la création et au développement d'institutions destinées à la recherche médicale, telles qu'en France l'Institut Pasteur et son réseau international (institut Pasteur de Lille, de Tunis, Dakar, etc) ainsi que l'Office national d’hygiène sociale crée en 1924 et préfigurant l'INSERM (crée en 1964).

## Médecine expérimentale et médecine fondée sur les preuves
Basée sur la distinction entre différents niveaux de preuves, la médecine fondée sur les preuves (evidence based medicine en anglais) est un prolongement de la médecine expérimentale au XXe et XXIe siècles. La différence principe réside dans l'usage d'outils statistiques, inexistants à l'époque de Claude Bernard. La médecine expérimentale compare en effet les valeurs de différents paramètres physiologiques dans l'état normal et dans l'état pathologique chez un faible nombre de sujets sans se soucier de la signification statistique de l'écart mesuré tandis que la  médecine fondée sur les preuves recourt à des essais comparatifs randomisés et à des tests statistiques pour corroborer ou rejeter ses hypothèses.